# River Dee, Aberdeenshire

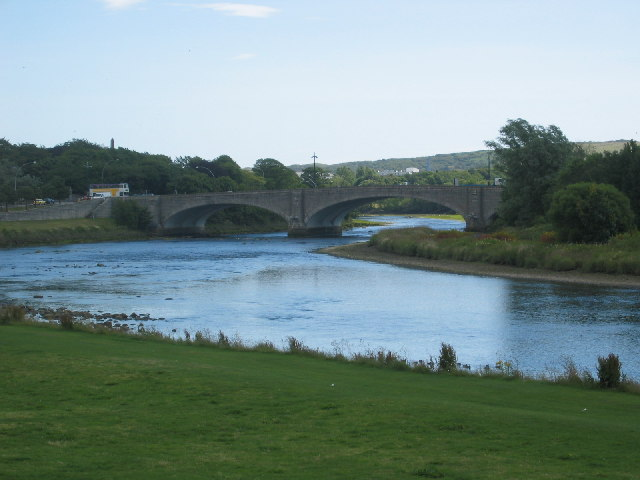
Floden River Dee med George VI:s bro i bakgrunden.

River Dee (skotsk gaeliska: Uisge Dhè, svenska: floden Dee), är en flod i Aberdeenshire i Skottland. Den har sitt ursprung i Cairngorms nationalpark och rinner ut i Nordsjön i Aberdeen. På vägen dit passerar den Braemar och Banchory och området däremellan kallas Royal Deeside, då Viktoria I av Storbritannien har en stark koppling till platsen. Hon byggde slottet Balmoral Castle nära floden Dee och slottet ägs än idag av kungafamiljen som brukar göra besök där varje år. 
Namnet Dee finns omnämnt så tidigt som på 100-talet e.Kr och betyder gudinna. Det finns flera andra floder i Storbritannien med samma namn, vilket tyder på att de räknades som heliga av den forntida befolkningen. Dees nära granne i norr heter Don, som är den andra av staden Aberdeens två floder.